# Horrid Henry
Horrid Henry (em Portugal, Henrique, o Terrível) é uma série animada de televisão infantil britânica, baseada na série de livros de mesmo nome de Francesca Simon. É produzido pela Novel Entertainment, transmitido a partir de 31 de outubro de 2006 na CITV e a partir de 28 de maio de 2018 na Nicktoons no Reino Unido.  Em Portugal, estreou na RTP2 em 2008 no Zig Zag, com dobragem portuguesa e exibição às quintas-feiras ao final da tarde.

## Sinopse
Complicado, insolente, extrovertido e acima de tudo terrível, Henrique está sempre pronto para fazer das suas, contundo as suas travessuras quase nunca acabam bem. Pedro, o seu irmão, é um menino perfeito que faz sempre os trabalhos de casa, gosta de comer vegetais, é fundador de um clube de rapazes e é o orgulho dos pais. Junta-te ao Henrique e aos seus amigos para uma grande aventura.

## Elenco
| Personagem                           | Reino Unido       | Portugal              |
| ------------------------------------ | ----------------- | --------------------- |
| Horrid Henry (Henrique, o Terrível)  | Lizzie Waterworth | Carlos Alberto Macedo |
| Perfect Peter (Pedro Perfeito)       | Emma Tate         | Paula Fonseca         |
| Moody Margaret (Rita Resinga)        | Sue Eliot Nichols | Sandra de Castro      |
| Rude Ralph (Bruno Malcriado)         | Aidan Cook        | Paulo B.              |
| Curious Catherine (Catarina Curiosa) | Tajja Isen        | Carolina Sales        |
| Naughty Nina (Nina Travesa)          | Joanna Ruiz       | Paula Pais            |
| Crazy Cleo (Cleo Maluca)             | Joanna Ruiz       | Carla Garcia          |
| Smart Sapphire (Safira Inteligente)  | Joanna Ruiz       | Carla Garcia          |
| Minding Maya (Maia Bonita)           | Barbara Miller    | Maria Camões          |
| Juicy Jeremy (Jeremy Músico)         | Maria Darling     | Ana Vieira            |